# Josypiwka (hromada Wilszanka)
Josypiwka (ukr. Йосипівка) – wieś na Ukrainie, w obwodzie kirowohradzkim, w rejonie hołowaniwskim, w hromadzie Wilszanka. W 2001 roku liczyła 627 mieszkańców.